# Ball’s Green
Ball’s Green – wieś w Anglii, w hrabstwie Gloucestershire. Leży 21 km na południe od miasta Gloucester i 145 km na zachód od Londynu.